# Aşağıyoncaağaç, Hisarcık
Aşağıyoncaağaç là một xã thuộc huyện Hisarcık, tỉnh Kütahya, Thổ Nhĩ Kỳ. Dân số thời điểm năm 2008 là 479 người.